# Lucilia
Genre
Synonymes
- Acrophagella Ringdahl, 1942[1]
- Argoracrites Séguy, 1925[1]
- Bufolucilia Townsend, 1914[1]
- Caesariceps Rohdendorf, 1926[1]
- Chaetophaenicia Enderlein, 1936[1]
- Dasylucilia Rohdendorf, 1926[1]
- Phaenicia Robineau-Desvoidy, 1863[1]

Lucilia est un genre de Diptères de la famille des Calliphoridae. Il s'agit d'un ensemble d'espèces relativement petit et homogène de mouches d'un beau vert-bleu métallique. Elles sont, avec d'autres genres, communément appelées « Mouche verte » et ont un comportement principalement saprophage et nécrophage. Quelques-unes provoquent des myiases chez les mammifères (dont les humains) et les batraciens. Son espèce-type est Lucilia caesar.

## Systématique
Le genre Lucilia est décrit pour la première fois par Robineau-Desvoidy en 1830 et comprend alors 37 espèces, dont la plupart ne sont plus reconnues aujourd'hui. Les contours du genre Lucilia sont assez flous jusqu'à ce qu'il soit clairement défini par Shannon (en) en 1924 et Daphne Aubertin en 1933. 327 espèces sont alors reconnues, ces données étant toujours valables. Originellement paléarctiques, des espèces du genre Lucilia sont décrites depuis les écozones néarctique et néotropicale par Shannon en 1926 et depuis l'Afrique du Sud et de l'Australasie par Zumpt (de) en 1965 et Norris (en) en 1990. 
Différents groupes d'espèces du genre Lucilia actuel ont été créés et parfois considérés comme sous-genres, ou genres au sein de la tribu Luciliini. Ces groupes sont parfois encore reconnus. Par exemple, en 1926, Malloch décrit le sous-genre Phaenicia pour les espèces ayant une basicosta pâle et trois soies acrosticales postsuturales. Il comprend Lucilia cuprina, L. pilosiventris, L. regalis, L. richardsi, L. sericata et L. thatuna. Après analyse, ce groupe apparaît comme paraphylétique. De même, l'ensemble Bufolucilia, créé par Townsend en 1935, regroupe les espèces morphologiquement proches et inféodées aux Batraciens et plus particulièrement au genre Bufo. Il comprend les paléarctiques Lucilia bufonivora et L. sylvarum ainsi que la néarctique L. elongata. Dans ce groupe également paraphylétique, L. bufonivora serait une L. elongata ayant évolué vers un comportement hautement spécialisé : l'ectoparasitisme des larves sur des Crapauds communs vivants.

## Description
Les Lucilia sont des Mouches vertes robustes aux reflets métalliques vert à vert bleutés, aux yeux nus rouges ou bruns et à trompe courte. Elles possèdent une paire d'ailes membraneuses, foncées, veinées et translucides et leurs cuillerons sont particulièrement développés. Le thorax, le scutellum et l'abdomen sont revêtus de poils d'un noir hérissé et  l'ensemble du corps mesure 9 mm de long. Les yeux du mâle se touchent au niveau des ocelles. Les espèces de ce genre présentent une forte ressemblance et la plupart des femelles sont difficilement identifiables. Le moyen d'identification le plus fiable se base sur les genitalia des mâles.
Le genre est caractérisé par une nervure médiane de l'aile légèrement courbée vers la radiale, des yeux nus, pas de soies discales et des soies abdominales faibles. Ces mouches ont des genae noires, parfois partiellement rougeâtres, blanchâtres ou à pruinosité argentée, soies génales noires. Il est également déterminable par une tête sans teinte jaune d'or sur les côtés, par plusieurs paires de soies acrosticales antérieures fortes et par un scutellum composé de 8 soies marginales au moins.
Au sein de ce genre, les espèces présentes sur territoire métropolitain français sont distinguables par la basicota, le nombre de soies sur le thorax et les pattes ainsi que la couleur des cuillerons, des palpes et des soies de l'occiput,

## Biologie
Les larves de la plupart des espèces du genre Lucilia sont des saprophages et nécrophages, se développant dans des carcasses animales et de déchets protéiques. Moins nombreuses sont celles qui ont également développé un comportement ectoparasitaire facultatif, en particulier Lucilia sericata et Lucilia cuprina et dans une moindre mesure Lucilia caesar et Lucilia illustris. Celles-ci provoquent des myiases cutanée chez les mammifères, affectant principalement les ovins et plus rarement d'autres animaux sauvages et domestiques ainsi que les humains. D'autres, encore plus rares, sont des ectoparasites obligatoires hautement spécialisées, à l'instar de Lucilia bufonivora, dont la larve se nourrit de Crapauds communs vivants. Les adultes, quant à eux, sont lucicoles et floricoles.
La Braconidae Alysia manducator et la Pteromalidae Nasonia vitripennis sont des hyménoptères parasitoïdes des Lucilia

## Distribution
Les espèces du genre Lucilia sont cosmopolites. Elles semblent avoir été à l'origine principalement paléarctiques. Ce sont les migrations humaines accompagnées de leurs animaux domestiques qui auraient propagé leur cortège faunistique. Une fois installées, elles auraient commencé à diverger génétiquement. Dans le cas de L. cuprina, où l'espèce est importante d'un point de vue vétérinaire, une chronologie relativement détaillées est élaborée.

## Les espèces européennes
Selon Fauna Europaea :
- Lucilia ampullacea Villeneuve, 1922
- Lucilia bufonivora Moniez, 1876
- Lucilia caesar (Linnaeus, 1758)
- Lucilia cuprina (Wiedemann, 1830)
- Lucilia illustris (Meigen, 1826)
- Lucilia magnicornis (Siebke, 1863)
- Lucilia pilosiventris Kramer, 1910
- Lucilia regalis (Meigen, 1826)
- Lucilia richardsi Collin, 1926
- Lucilia sericata (Meigen, 1826)
- Lucilia silvarum (Meigen, 1826)

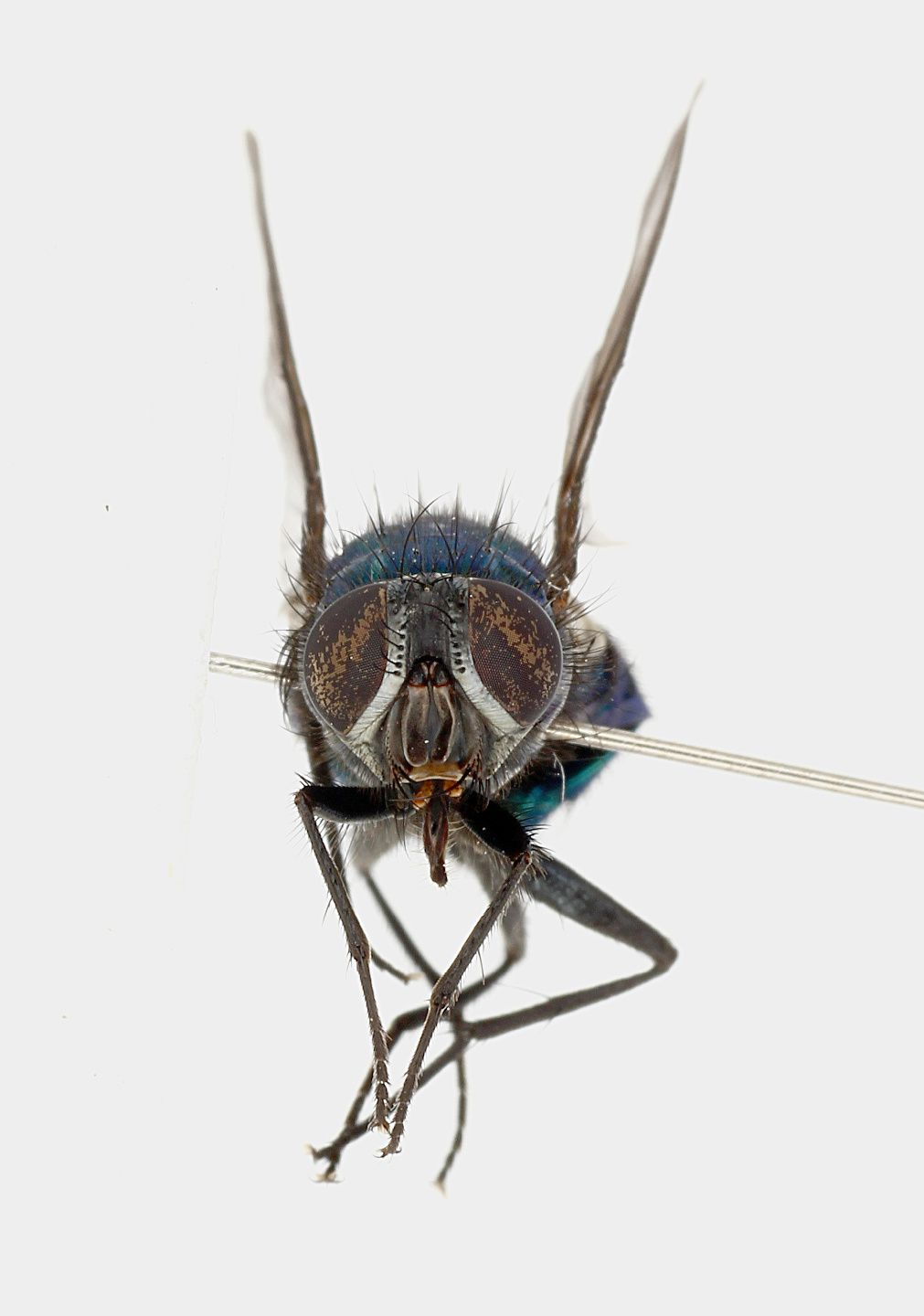
Lucilia ampullacea
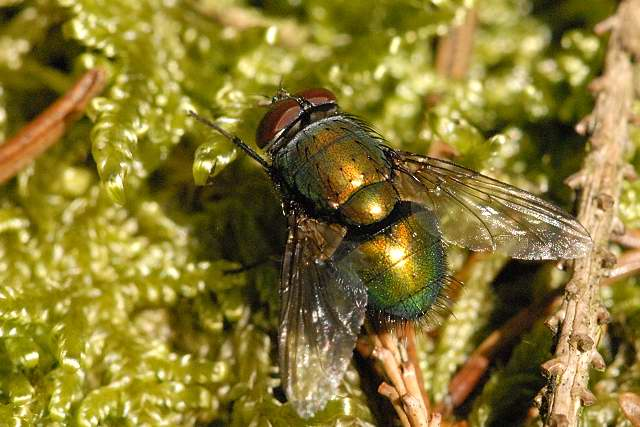
Lucilia bufonivora
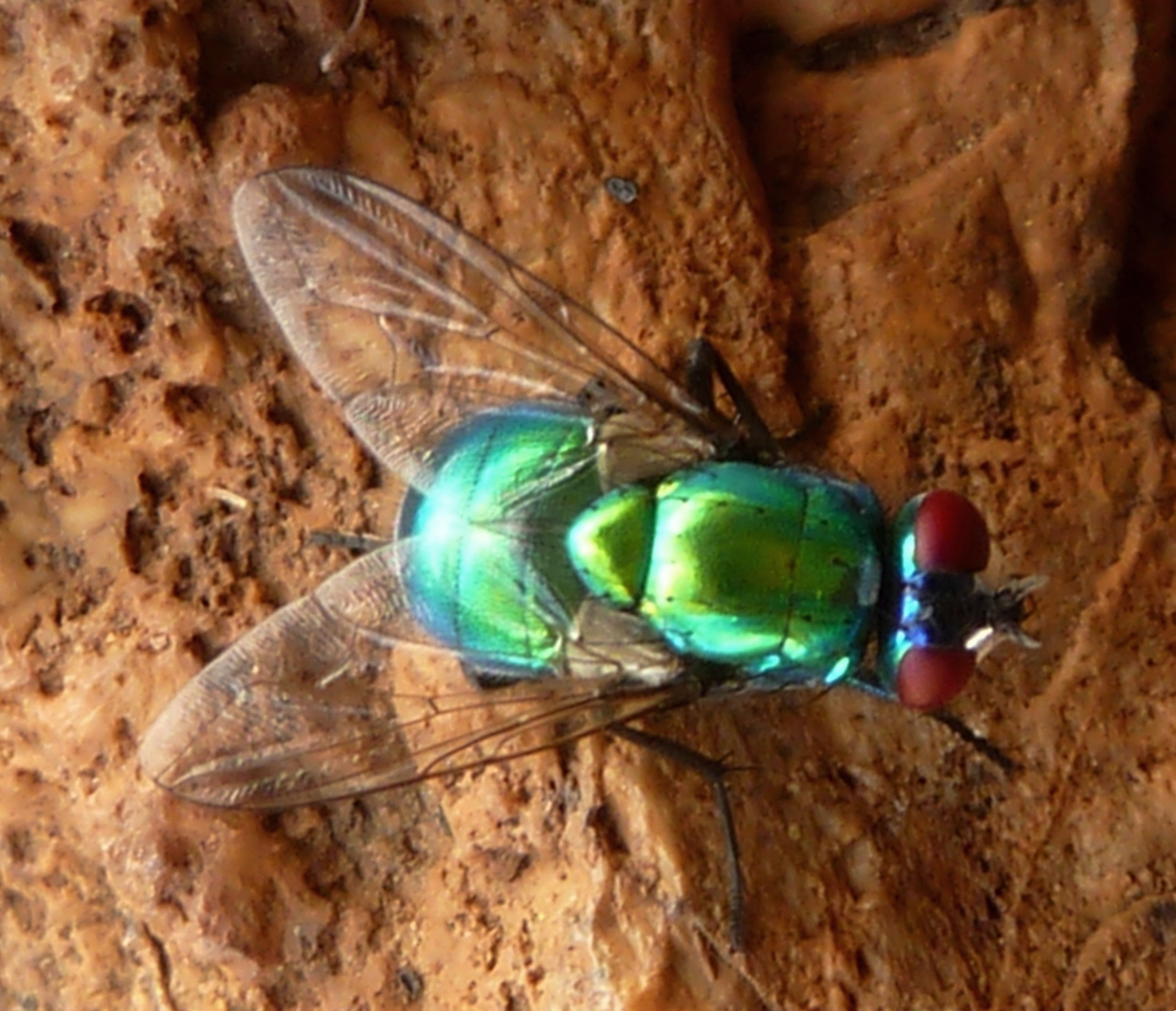
Lucilia cuprina
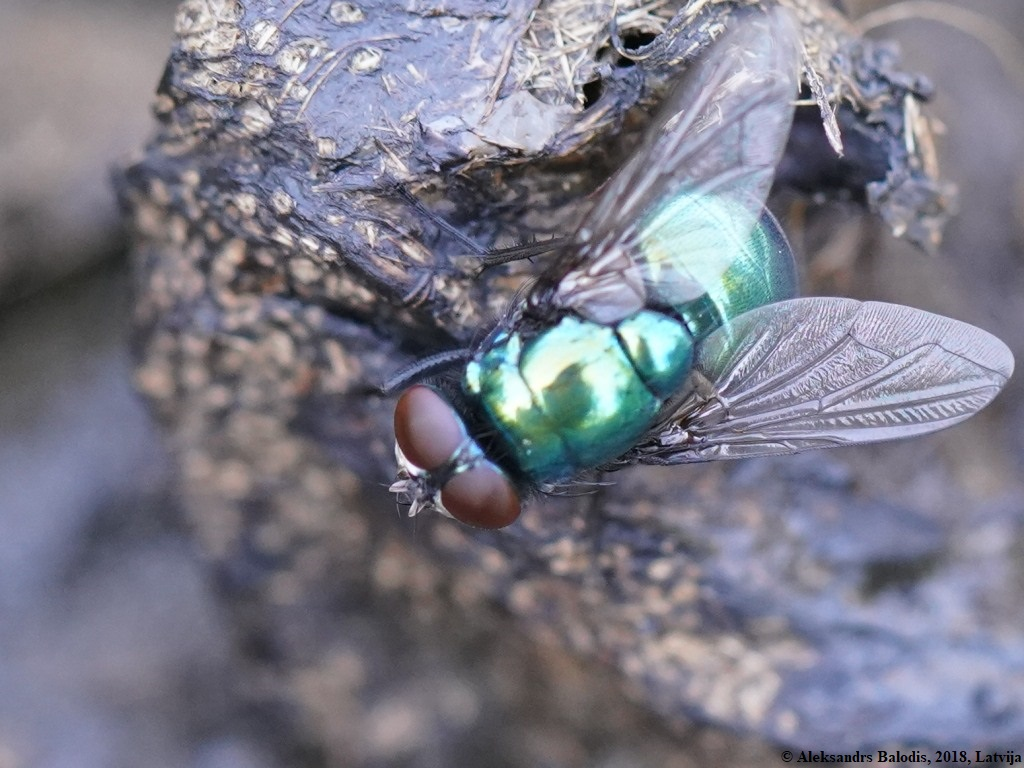
Lucilia illustris
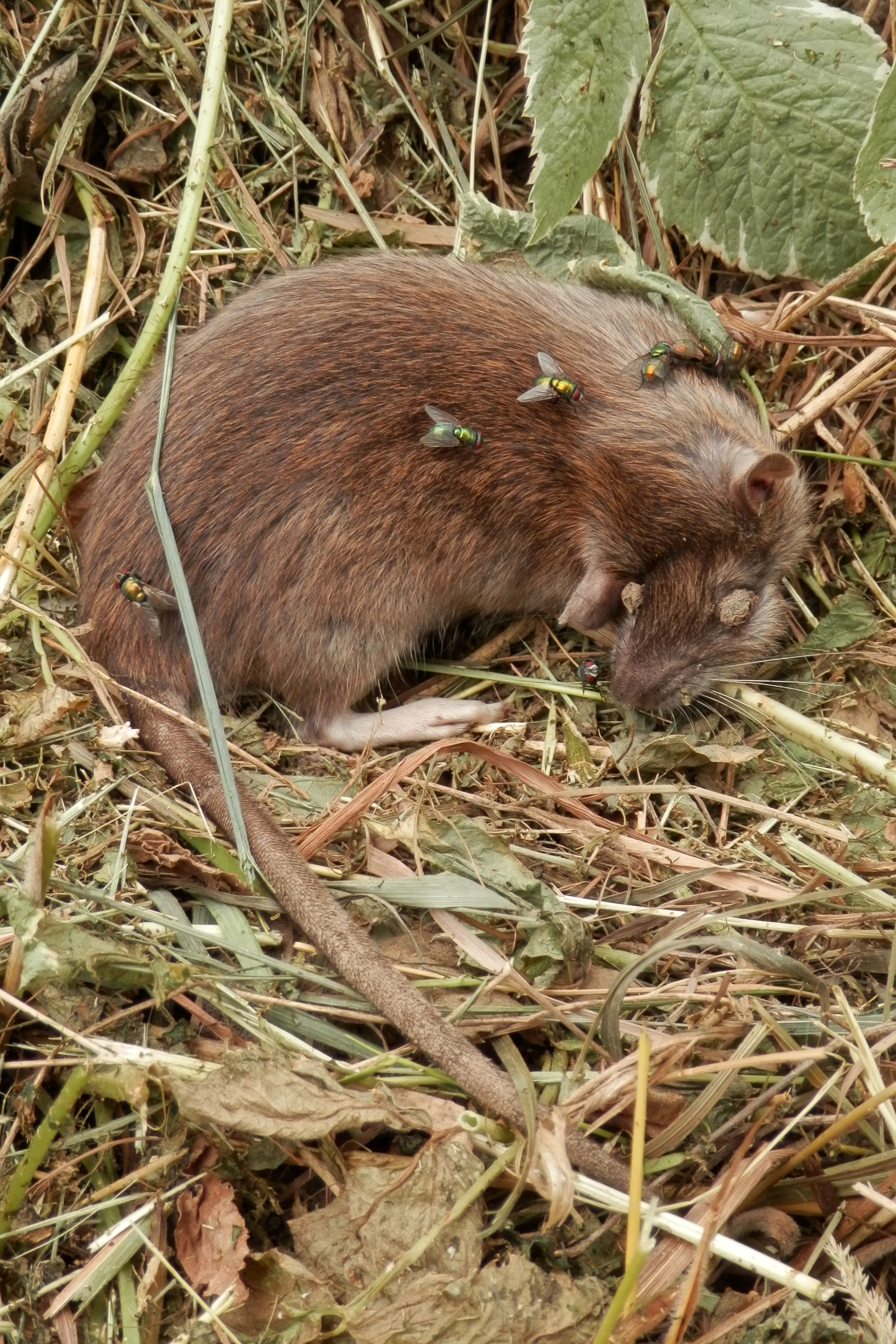
Lucilia sericata en ponte sur un cadavre de Rattus norvegicus
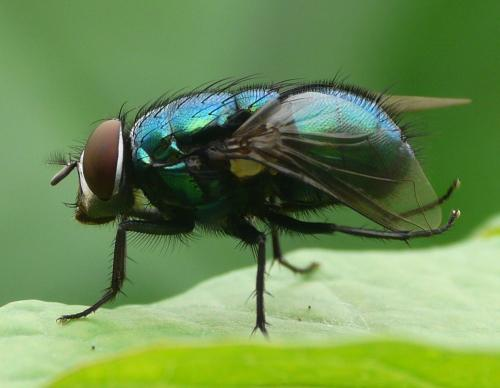
Lucilia silvarum

## Ensemble des espèces

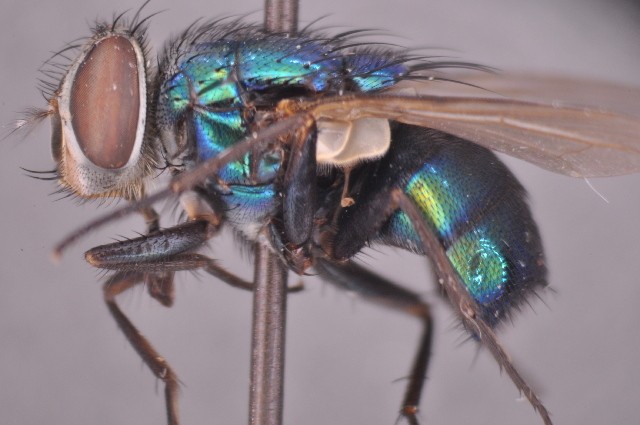
Lucilia cluvia
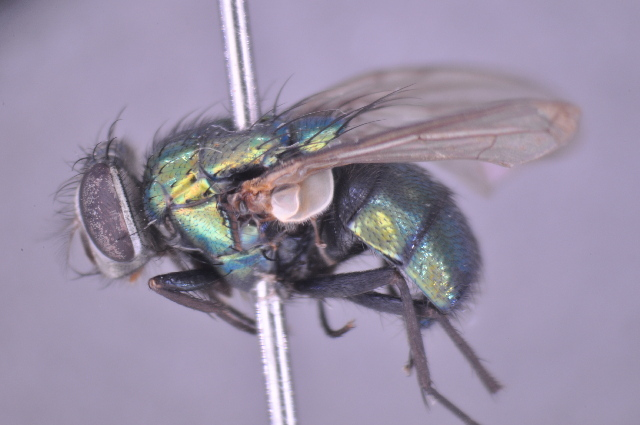
Lucilia coeruleiviridis
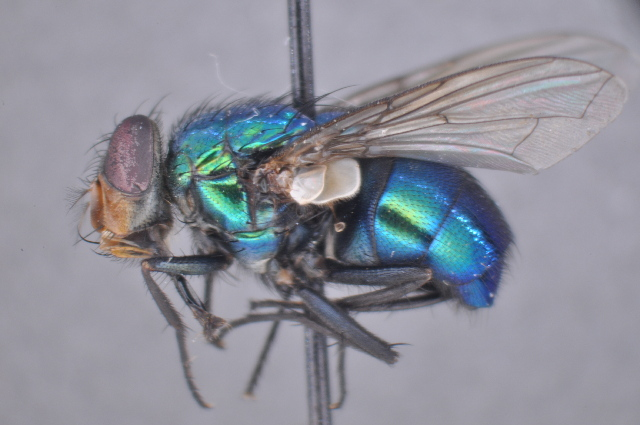
Lucilia eximia